# Integritetsskyddsmyndigheten
Integritetsskyddsmyndigheten (stilisiert IMY, bis 2020 Datainspektionen) ist die schwedische Behörde für Datenschutz mit Sitz in Stockholm.
Sie überwacht die Einhaltung von Gesetzen durch Behörden, Unternehmen, Organisationen und Einzelpersonen und bearbeitet Beschwerden von Bürgern, betreibt Öffentlichkeitsarbeit und wirkt bei der Datenschutzkonformität von Gesetzen mit. Des Weiteren erteilt die Behörde Genehmigungen unter anderem zur Kreditinformations- und Inkassotätigkeit.
IMY wurde 1973 als Datainspektionen zur Überwachung des am 1. Juli des gleichen Jahres in Kraft getretenen Datalag ‚Datengesetz‘ (SFS 1973:289; das weltweit erste nationale Datenschutzgesetz) eingesetzt. Zwischen 1998 und 2001 ersetzte sukzessive das Personuppgiftslag ‚Personendatengesetz‘ (SFS 1998:204) das alte Datengesetz und ist heute Rechtsgrundlage der Arbeit der Behörde. Neben weiteren Gesetzen und Verordnungen stellen das Inkassolag ‚Inkassogesetz‘ (SFS 1974:182) von 1974 sowie das Kreditupplysningslag ‚Kreditinformationsgesetz‘ (SFS 1973:1173) von 1973 eine wichtige Grundlage für die behördliche Tätigkeit dar.
Direktor von IMY ist seit dem 1. April 2018 Lena Lindgren Schelin. Die Behörde beschäftigt etwa 40 Mitarbeiter, von denen die meisten Juristen sind. Die Behörde ist dem Justizministerium zugeordnet.
IMY ist sowohl Mitglied des Europäischen Datenschutzausschusses als auch der Internationalen Datenschutzkonferenz.